# Rete tranviaria di Blackpool
La rete tranviaria di Blackpool è la rete tranviaria che serve la città britannica di Blackpool, composta da una linea.